# Ола, Даниэль
Даниэ́ль Ола́ (англ. Daniel Ola; 26 ноября 1982, Аккра) — нигерийский футболист, защитник.

## Карьера
С 1997 г. играл в молодёжной команде клуба «Кинг Файсал Бэйбз» из города Кумаси, в 1999 г. перебрался в Европу для выступлений за второстепенный швейцарский клуб «Этуаль». В 2000—2001 гг. резервист римского «Лацио», затем на протяжении полугода в резерве «Кьево». В 2002 г. перешёл в клуб «Л’Аквила» итальянской серии C1, где отыграл полноценный сезон, проведя 45 матчей и забив 3 мяча. В 2003—2005 гг. выступал за клуб «Терамо» в том же дивизионе, а в 2005 г. дебютировал в серии B за «Чезену», проведя в клубе три сезона и по итогам второго из них вернувшись вместе с командой в серию C1. В 2009 г. перебрался в Болгарию, но в течение сезона в «Ботеве» вышел на поле лишь шесть раз. Сезон 2010/11 гг. провёл в Чемпионате Индонезии, защищая цвета клуба «Персебая» из Сурабаи. В 2011—2012 гг. выступал в Латвии за футбольный клуб «Юрмала», откуда в августе 2012 года был отдан в аренду в другой латвийский клуб, «Даугава», а в 2013 г. был этим клубом приобретён.
В сборную Нигерии по футболу Ола впервые приглашался ещё в 2002 году для участия в товарищеском матче. Первый вызов на официальную встречу национальной команды последовал, однако, только в 2008 году.

## Достижения
- Чемпион Латвии: 2012
- Бронзовый призёр чемпионата Латвии: 2013
- Обладатель Зимнего кубка Высшей лиги : 2013